# Moscato d'Asti

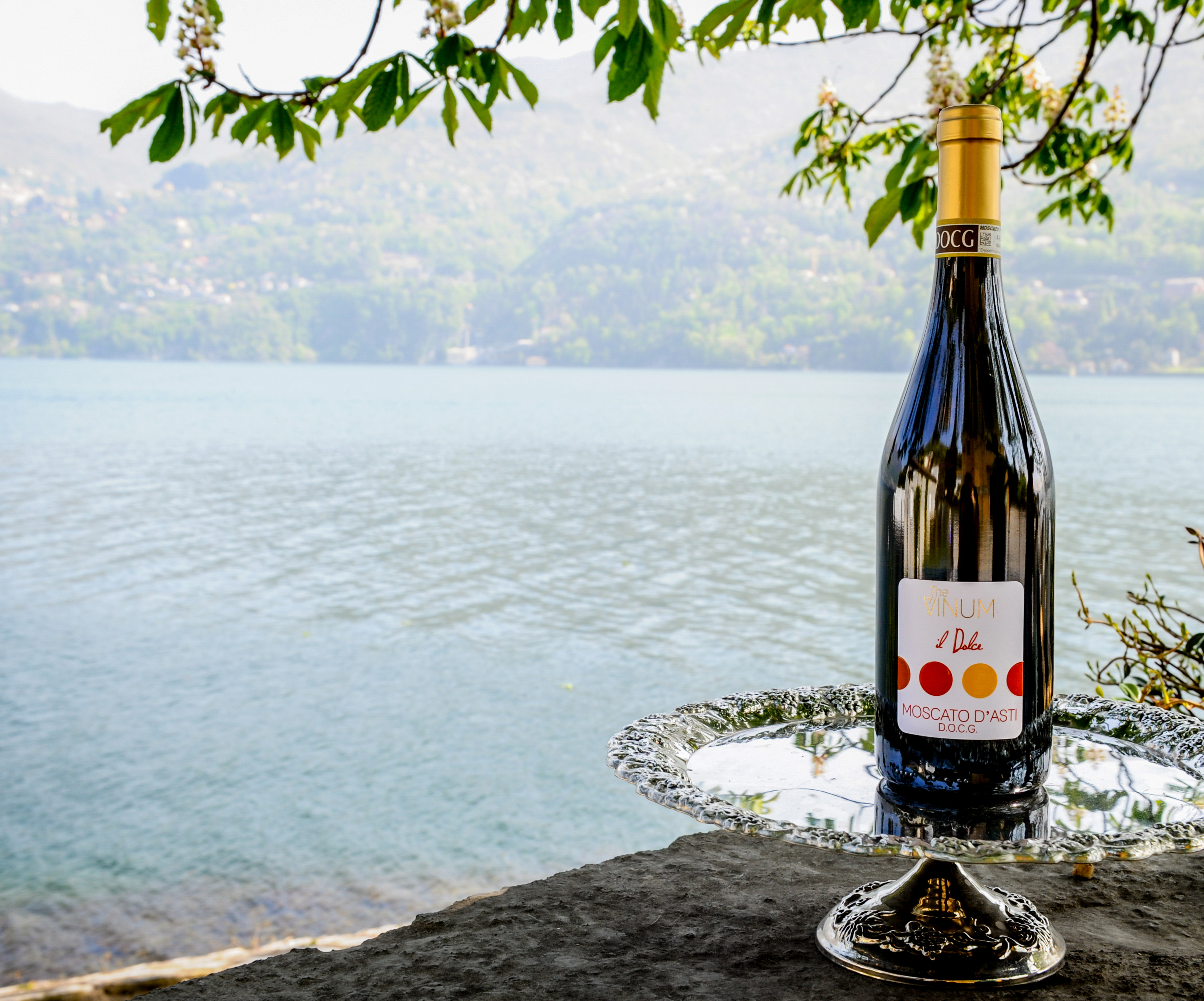
Rượu Moscato d ' Asti

Moscato d ' Asti là một loại rượu vang trắng thuộc phân hạng DOCG chủ yếu là sản xuất ở tỉnh Asti, tây bắc Ý, và trong những khu vực nhỏ hơn của tỉnh của Alessandria và Cuneo. Chai rượu có vị ngọt và nồng độ cồn thấp, được coi là một loại rượu vang tráng miệng. Được làm từ nho Moscato bianco (Muscat trắng). Chai rượu liên quan, Asti được sản xuất trong cùng một khu vực từ cùng một loại nho.
Được trồng trên những đỉnh đồi của thị xã Asti tại Montferrat, Piedmont nước Ý, Moscato d 'Asti được tạo ra bởi những nhà sản xuất nhỏ trong khu vực nhỏ. Moscato được đặt tên như vậy bởi hương thơm xạ hương đặc trưng của nó. Những người la mã cổ đại đã gọi nó là apiana. Trong thời trung Cổ, Sự phổ biến của chai vang này đã phá triển rộng và một số tài liệu minh chứng cho sự hiện diện của nó ở Piedmont từ thế kỷ 14
Những người làm rượu vang truyền thống tại Piedmont thường tạo ra dòng rượu vang nồng độ cồn thấp với nho Muscat Petits Grains, còn được gọi là "Moscato bianco". Giống nho chín mọng này thường chín sớm và tạo ra một loạt các dòng rượu vang như: nhẹ và khô, một chút ngọt ngào và lấp lánh gợn bọt của rượu vang sủi hay là một loại rượu vang tráng miệng đậm đà, vị ngọt như mật ong
So sánh rượu vang này với Asti Spumante, nhà văn viết về rượu vang Jay McInerney so sánh: "nếu Asti về cơ bản là Jerry Springer, Moscato d' Asti giống như là Dennis Miller."

## Lịch sử
Được trồng trong hàng trăm năm ở vùng Piedmont DOCG ở Ý, Moscato bianco được coi là một trong những giống nho lâu đời nhất trồng trong khu vực đó. Mặc dù Moscato đã được canh tác và phát triển trong khu vực, phương thức sản xuất hiện đại của Moscato d ' Asti được biết đến như hiện nay là bắt đầu vào những năm 1870. Được làm ra theo phong cách frizzante style, Moscato d ' Asti là rượu vang mà những nhà làm rượu sản xuất cho chính bản thân họ. Chai rượu vang nồng độ cồn thấp này có thể uống vào bữa trưa và sẽ không làm ảnh hưởng tới người làm rượu hoặc công nhân của họ. Sau một ngày làm việc, theo truyền thống tại Piemontese, bữa ăn tối được kèm theo với Moscato d ' Asti nhằm mục đích như một đồ uống khai vị làm sạch vòm miệng và kích thích vị giác cho món tráng miệng.